# 治療指數
治療指數（therapeutic index，簡稱TI），也稱為治療比例（therapeutic ratio），是要治療的物質產生治療效果需要的量相對於會產生毒性份量的比例。相關的詞therapeutic window或safety window是指藥的劑量是在效能和毒性之間平衡的一個範圍，希望可以達到產生最大的治療效果，又不會帶來毒性或副作用的劑量。
標準的作法，在已核可藥物的適應症說明中，治療指數是指藥品會帶來的不良反應的嚴重程度遠大於其效果時的劑量（如半數中毒者死亡的劑量，TD50），相對於可以帶來治療效果的劑量（如半數有效量，ED50）。相反的，在藥品開發時的治療指數會依開發時的暴露量為準。
在早期藥理學毒性中，治療指用動物測試，是以半數受試動物死亡的劑量（LD50）除以50%受試者有效的最小有效劑量（ED50），不過現今會用更复杂的毒性终点，例如人類會以（TD50）為準。
| 縮寫 | 全名                          |
| ---- | ----------------------------- |
| ED   | 有效劑量（Effective Dose）    |
| TD   | 有毒劑量（Toxic Dose）        |
| LD   | 致命劑量（Lethal Dose）       |
| TI   | 治療指數（Therapeutic Index） |

## 種類
依藥物的效能及安全性，有兩種不同的治療指數：
安全性為基礎的治療指數
- {\displaystyle TI_{\text{efficacy}}={\frac {LD_{50}}{ED_{50}}}}

LD50越高越好，以減少致命後果的可能性，這也可以增加therapeutic window。在上述的公式中，LD50在分子，ED50在分母，LD50越大，ED50越小，ED50和LD50的差距越大。因此安全性為基礎的治療指數越大，therapeutic window越大。
效果為基礎的治療指數
- {\displaystyle TI_{\text{safety}}={\frac {ED_{50}}{TD_{50}}}}

ED50越小越好，讓藥物的反應越快，therapeutic window越大，而TD50越高越好，以降低藥物的毒性效果。在上述公式中，ED50在分子，TD50在分母，ED50越低，TD50越高，{\displaystyle TI_{\text{efficacy}}}越低，也就表示ED50和TD50的差距越大。因此. 效果為基礎的治療指數越小，therapeutic window越大。
上述指數可以用在臨床前試驗及臨床試驗。

## 安全比例
有時會使用「安全比例」（safety ratio）一詞，特別是在精神药物用在非治療的情形（例如娛樂性使用）時。此時的「有效劑量」是指可以達到期望效果的量以及頻率，可能會變化，也可能大於或小於治療的有效劑量。
可靠安全係數（Certain Safety Factor）也稱為安全邊際（Margin of Safety）是藥理學的名詞，是指會使1%實驗總體死亡的1%致死量，相對於可以治療99%實驗總體的99%有效劑量之間的比例（LD1/ED99）。
可靠安全係數比半數致死量（LD50）適合描述藥品的安全性，因為藥品都會有正面及負面的效果，可能對某一個人而言，藥品需要一定的劑量才有療效，但是對另一個人而言，相同的劑量卻會致命。
{\displaystyle {\mbox{Certain safety factor}}={\frac {\mathrm {LD} _{1}}{\mathrm {ED} _{99}}}}